# ジョー・ゴードン (ジャズ・ミュージシャン)
ジョー・ゴードン（Joe Gordon、1928年5月15日 - 1963年11月4日）は、アメリカのジャズ・トランペット奏者。

## 略歴
1947年にボストンで最初にプロとしてセッションを行った。チャーリー・マリアーノ、ライオネル・ハンプトン、チャーリー・パーカー、アート・ブレイキーと共演した。1956年、ディジー・ガレスピーのビッグ・バンドでミドル・イーストへツアーに同行し「ア・ナイト・イン・チュニジア」のソロを担当した。ホレス・シルヴァーとも共演。その後、ロサンゼルスに移り、バーニー・ケッセル、ベニー・カーター、ハロルド・ランド、シェリー・マン (1958年-1960年)、デクスター・ゴードンとレコーディングを行った。ジョー・ゴードンはバンドリーダーとして2つのセッションをレコーディングしたが、レコーディングの1つにセロニアス・モンクが参加した。

## ディスコグラフィ

### リーダー・アルバム
- 『イントロデューシング・ジョー・ゴードン』 - Introducing Joe Gordon (1955年、EmArcy)
- 『ルッキン・グッド!』 - Lookin' Good! (1961年、Contemporary)

### 参加アルバム
シェリー・マン
- 『サン・オブ・ガン』 - Son of Gunn!! (1959年、Contemporary)
- 『アット・ザ・ブラック・ホーク』 - At the Black Hawk 1 (1959年、Contemporary)
- At the Black Hawk 2 (1959年、Contemporary)
- At the Black Hawk 3 (1959年、Contemporary)
- At the Black Hawk 4 (1959年、Contemporary)
- The Proper Time (1961年、Contemporary)
- At the Black Hawk 5 (1991年、Contemporary) ※1959年録音
- Shelly Manne & His Men J.A.T.P./ Yesterdays (2003年、Pablo) ※1960年録音

その他
- アート・ブレイキー : 『ザ・コンプリート・アート・ブレイキー・オン・エマーシー』 - Blakey (1954年、EmArcy)
- ドナルド・バード : 『バーズ・アイ・ヴュー』 - Byrd's Eye View (1955年、Transition)
- ベニー・カーター : 『アスペクツ』 - Aspects (1959年、United Artists)
- チャーリー・パーカー : Boston - 1952 (1952年、Uptown)
- ディジー・ガレスピー : 『ワールド・ステイツマン』 - World Statesman (1956年、Norgran)
- ディジー・ガレスピー : 『ディジー・イン・グリース』 - Dizzy in Greece (1957年、Verve)
- バーニー・ケッセル : 『お熱いのがお好き』 - Some Like It Hot (1959年、Contemporary)
- ハロルド・ランド : 『ウエスト・コースト・ブルース!』 - West Coast Blues! (1960年、Jazzland)
- セロニアス・モンク : 『セロニアス・モンク・アット・ザ・ブラックホーク』 - Thelonious Monk at the Blackhawk - with Charlie Rouse and Harold Land (1960年、Riverside)
- ハーブ・ポメロイ : 『ライフ・イズ・ア・メニー・スプレンダード・ギグ』 - Life Is a Many Splendored Gig (1957年、Roulette)
- ヘレン・ヒュームズ : Swingin' with Humes (1961年、Contemporary)
- ホレス・シルヴァー : 『シルヴァーズ・ブルー』 - Silver's Blue (1956年、Columbia)
- ジミー・ウッズ : 『アウェイクニング/ジミー・ウッズの主張』 - Awakening!! (1962年、Contemporary)
- ジューン・クリスティ & ボブ・クーパー : Do-Re-Mi (1961年、Capitol)
- Various Artists : West Coast Days - Live At The Lighthouse (1992年、Fresh Sound)